# Xylotoles traversii
Xylotoles traversii es una especie de escarabajo longicornio del género Xylotoles, tribu Parmenini, subfamilia Lamiinae. Fue descrita científicamente por Pascoe en 1876.

## Descripción
Mide 7,8-10 milímetros de longitud.

## Distribución
Se distribuye por Nueva Zelanda.